# Desenho de processos
Em engenharia química, desenho de processos é a prática de se dimensionar processos para a execução de transformações físicas ou químicas desejadas em um material.  O desenho de processos é fundamental para a engenharia química e, por reunir todos os componentes da profissão, pode ser considerado seu principal alicerce.
O desenho de processos pode envolver tanto a concepção de novas instalações quanto a modificação ou expansão de instalações preexistentes. O projeto começa em um nível conceitual e, finalmente, termina na forma de planos de construção.
Difere-se do desenho de equipamentos, pois enquanto este envolve o projeto de uma ou poucas operações unitárias, o desenho de processos está geralmente relacionado com várias operações unitárias diferentes.

## Documentação
Os documentos de desenho de processos servem para definir o projeto e garantir que seus componentes sejam compatíveis uns com os outros. Eles são úteis na comunicação de ideias e planos para outros engenheiros envolvidos com o projeto, para as agências reguladoras externas, fornecedores de equipamentos e empresas de construção contratadas.
Como maneira de se fornecer mais detalhes, os documentos de desenho de processos costumam incluir:
- Diagramas de blocos: Diagramas simples compostos de retângulos e linhas indicando os principais fluxos de material ou energia.
- Diagramas de fluxo de processo: Normalmente são diagramas mais complexos das principais operações unitárias e linhas de fluxo. Geralmente incluem um balanço de matéria e, às vezes, um balanço de energia, mostrando a típica ou design de caudais, o fluxo de composições, e o fluxo e equipamentos de pressões e temperaturas.
- Diagrama de tubulação e instrumentação: Diagramas mostrando cada canalização com sua classificação (aço carbono ou aço inoxidável) e tamanho do tubo (diâmetro). Também mostram válvulas, locais de instrumentos e esquemas de controle do processo.
- Especificações: Relatório dos requisitos dos principais equipamentos.

Os projetistas também costumam escrever manuais de instruções sobre como iniciar, operar e encerrar o processo.
Os documentos são mantidos após construção das instalações para que os operadores possam consultá-los, o que é especialmente útil quando modificações no processo estão previstas.
Um método básico para o desenvolvimento dos documentos de processo é o processo de flowsheeting.

## Considerações
Existem várias considerações que precisam ser feitas ao se desenhar uma unidade de processamento químico. A conceituação do desenho e outras considerações podem ser feitas assim que a pureza, rendimento e taxa de transferência dos produtos são definidos.
Os objetivos que um projeto deve alcançar incluem:
- Taxa de transferência
- Rendimento do processo
- Pureza do produto

As restrições incluem:
- Custo de capital
- Espaço disponível
- Preocupações com a segurança
- Impacto ambiental e efluentes e emissões projetados
- Produção de resíduos
- Custos de operação e manutenção

Outros fatores que os projetistas podem incluir são:
- Confiabilidade
- Redundância
- Flexibilidade
- Variabilidade prevista na matéria-prima e variabilidade permitida no produto final

Normalmente os projetistas não começam seu trabalho do zero, especialmente para projetos complexos. Muitas vezes os engenheiros dispõem de dados de uma planta piloto ou até mesmo de uma instalação operando em larga escala. Outras fontes de informações incluem os critérios de desenho proprietários fornecidos por licenciadores de processos, dados científicos publicados e experimentos de laboratório

## Modelagem computacional
O advento de computadores de baixo custo poderosos tem contribuído para simulações de processos cada vez mais complexas, com os softwares de simulação frequentemente sendo empregado por engenheiros. Simulações podem identificar os pontos fracos em projetos e permitir que os projetistas optem pela melhor alternativa.
No entanto, os engenheiros ainda dependem de heurística, intuição e experiência ao desenhar um processo. A criatividade humana também é levada em conta durante o desenvolvimento de desenhos complexos.